# Sicherheitssektorreform
Sicherheitssektorreform ist ein operationales und zugleich normatives Konzept, staatliche Sicherheitssektoren zu reformieren. Der Begriff im Deutschen stammt ursprünglich von der engl. Bezeichnung Security Sector Reform.
Das Konzept entstand erstmals in den 90er Jahren in Osteuropa. Das Konzept baut auf dem Begriff der menschlichen Sicherheit auf. Ziel des international angewendeten Konzeptes ist ein Sicherheitssektor, der die Bedürfnisse der Bevölkerung und des Staates erfüllt und dabei demokratischen Prinzipien untersteht. Dem Konzept liegt die Einsicht zugrunde, dass Staaten und deren Sicherheitssektoren unter bestimmten Voraussetzungen selbst zur Sicherheitsbedrohung werden können (z. B. in Sierra Leone). In diesem Fall behindert der Sicherheitssektor nachhaltige Entwicklung, Demokratieentwicklung und Frieden und der Staat erfüllt nicht seine Sicherheitsverpflichtungen. In Deutschland wird das Konzept der Sicherheitssektorreform unter anderem von der Deutschen Gesellschaft für Internationale Zusammenarbeit (GIZ) angewendet. Die Bundesrepublik Deutschland ist ebenfalls Mitgliedsstaat des Genfer Zentrums für die demokratische Kontrolle der Streitkräfte (Geneva Centre for the Democratic Control of Armed Forces, DCAF).